# Stefa Skurnik
Régine Lemberger, dite Stefa Skurnik, née le 9 octobre 1917 à Skierniewice (Pologne) et morte le 18 juillet 2014 dans le 20e arrondissement de Paris, est une résistante française membre des FTP-MOI (Francs-Tireurs et Partisans Main d'Oeuvre Immigrée), connue sous le pseudonyme de « Stefa » (également orthographié « Stepha ») dans la Résistance intérieure.

## Biographie

### Jeunesse en Pologne
Rivka (son prénom de naissance) est la fille de David Lemberger, boulanger et militant communiste. Sa mère se prénomme Gitla. Elle a trois frères : Nathan dit Norbert (né en 1920), Serge (1922) et Jean (1924). Suivant les traces de son père, l'un des membres fondateurs du Parti communiste polonais, elle s'engage très tôt dans sa jeunesse en faveur des mouvements ouvriers en Pologne et contre la montée des fascismes en Europe. Poursuivie dans son pays, elle s'exile à Paris en 1936.

### Militance parisienne
Dans la capitale française, elle se réfugie d'abord chez son oncle Adolphe Bornstein, brocanteur du 19e arrondissement de Paris, puis s'installe provisoirement rue Mathis. Elle s'installe d'une façon plus pérenne au no 12 rue des Immeubles-Industriels où sa famille la rejoint, au cœur du Yiddischland de Paris, dans le 11e arrondissement. Son prénom est francisé en « Régine ». Elle milite alors dans la section juive du Parti communiste français du 11e arrondissement et soutient notamment les Brigades internationales pendant la guerre d'Espagne. 
En 1939, elle épouse Menesze Skurnik, dit Marcel Skurnik, né en 1910 à Varsovie, un autre militant parisien.

### Engagement dans la Résistance
Pendant la Seconde Guerre mondiale, elle devient « Stefa » et rejoint la Résistance, en tant qu’agent de liaison, auprès de la section juive de la Main-d’œuvre immigrée (MOI) et soutient le groupe Manouchian. Son époux Marcel est également un grand résistant. 

### Engagement associatif
Après la guerre, elle poursuit son engagement militant. Elle est notamment présidente de l’Union des sociétés juives de France, présidente de la société Amicale Varsovie et les Environs et membre du Conseil représentatif des institutions juives de France (CRIF). Elle est une figure associative connue du 11e arrondissement, où elle s'installe définitivement, au no 70 boulevard Voltaire. Son engagement lui vaut d'être nommée au grade de chevalier de Légion d'honneur en 1998.
Elle meurt le 18 juillet 2014 dans le 20e arrondissement.

## Distinctions
- Chevalier de la Légion d'honneur

## Hommages
L'allée Stefa-Skurnik, située entre les 11e et le 20e arrondissements de Paris, est inaugurée le 27 mars 2019 en sa mémoire. Elle fait partie des allées en mémoire des grandes personnalités féminines du boulevard de Charonne et du boulevard de Ménilmontant.